# Onthophagus trinodosus
Onthophagus trinodosus är en skalbaggsart som beskrevs av Fahraeus 1857. Onthophagus trinodosus ingår i släktet Onthophagus och familjen bladhorningar. Inga underarter finns listade i Catalogue of Life.